# Roemjantsevo
Roemjantsevo (Russisch: Румянцево) is een station aan de Sokolnitsjeskaja-lijn van de Moskouse metro. Het ligt buiten de MKAD vlak bij het gelijknamige dorp en de aansluiting van de autosnelweg naar Kiev op de MKAD.

## Geschiedenis
Het station werd voor het eerst genoemd in het Algemeen Plan van 1971. Het zou gebouwd worden bij het dorp Roemjantsevo, destijds uitzonderlijk, buiten de MKAD. Het plan voor het station was onderdeel van een plan voor een zuidstation om Koerskaja te ontlasten. De verbinding naar het centrum zou lopen via dit geplande nieuwe station. Tevens was een nieuw depot voor de Sokolnitsjeskaja-lijn gepland naast het metrostation omdat de lijn alleen een depot in het noorden van de stad had. Het zuidstation verdween uit latere plannen en daarmee verviel ook Roemjantsevo en het bijbehorende depot. In 1985 werd het metroconcept, met lijnen door het centrum, ter discussie gesteld. In 1987 volgde een plan voor vier randlijnen langs de randen van het centrum, waaronder de zuidoost randlijn. Deze zuidoost randlijn tussen Roemjantsevo en Balasjiga, zou in het zuiden van de stad onder de Leninski Prospekt lopen. Na het uiteenvallen van de Sovjet-Unie in 1991 werd het randlijnen project gestaakt, al is het wel de basis voor de radialen van na 2009. Roemjantsevo werd in de plannen van 2009 opgenomen als station op de lange termijn, lees na 2025, aan de Sokolnitsjeskaja-lijn. In 2011 en 2012 annexeerde Moskou een groot gebied, waaronder Roemjantsevo, ten zuidwesten van de MKAD en werd het station in de planning naar voren gehaald. Het station zou in 2014 worden geopend, later werd dit verschoven naar mei 2015. De oplevering van het traject Troparevo – Roemjantsevo volgde echter pas op 31 december 2015. Op 18 januari 2016 werd het station als 199e geopend voor het Moskouse metroverkeer. Gedurende 28 dagen, de kortste periode voor een eindpunt van de Moskouse metro, was het het zuidelijke eindpunt van de lijn.

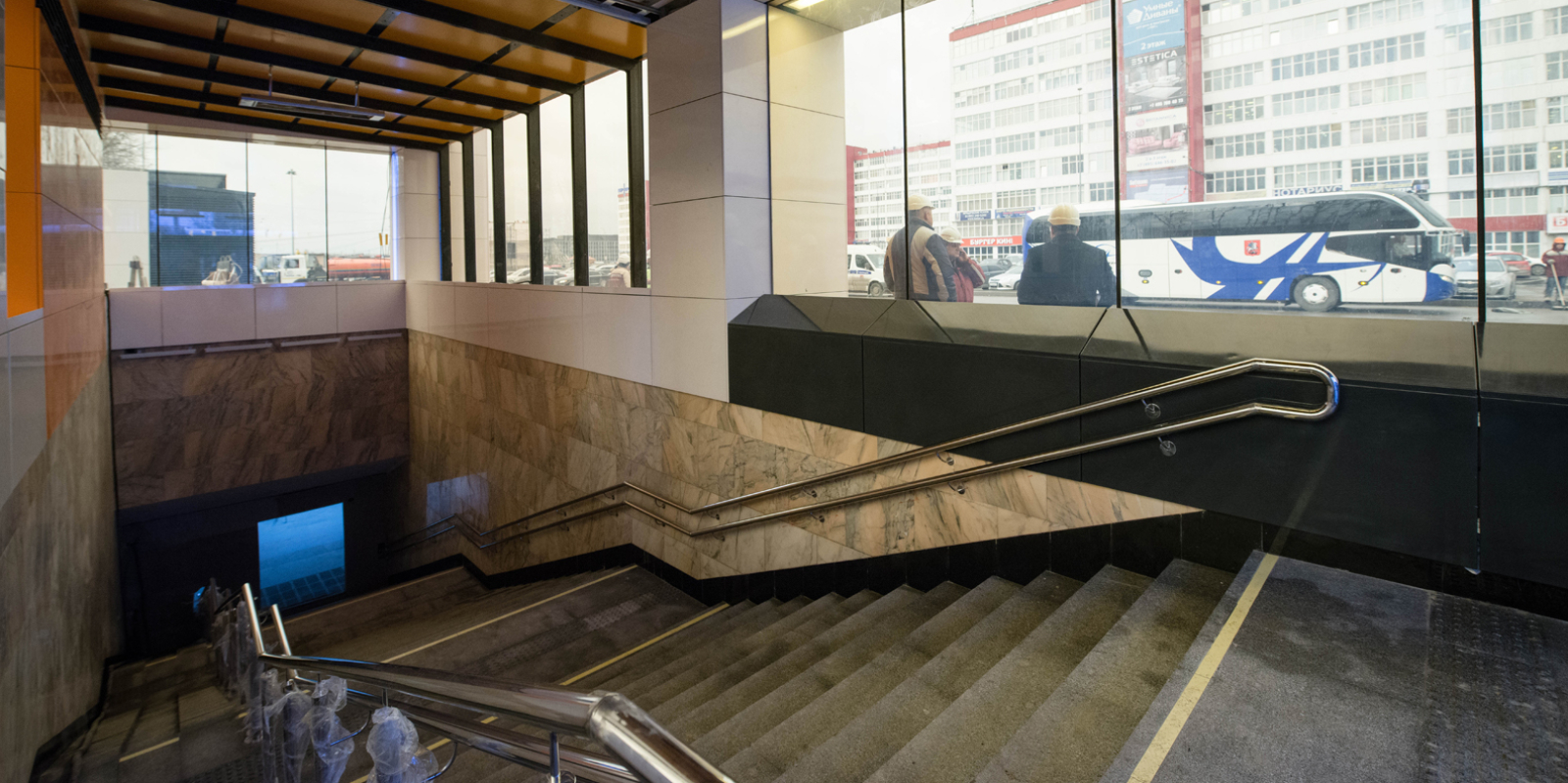
De trap van de oostelijke toegang, boven de trap is het liftgebouw te zien
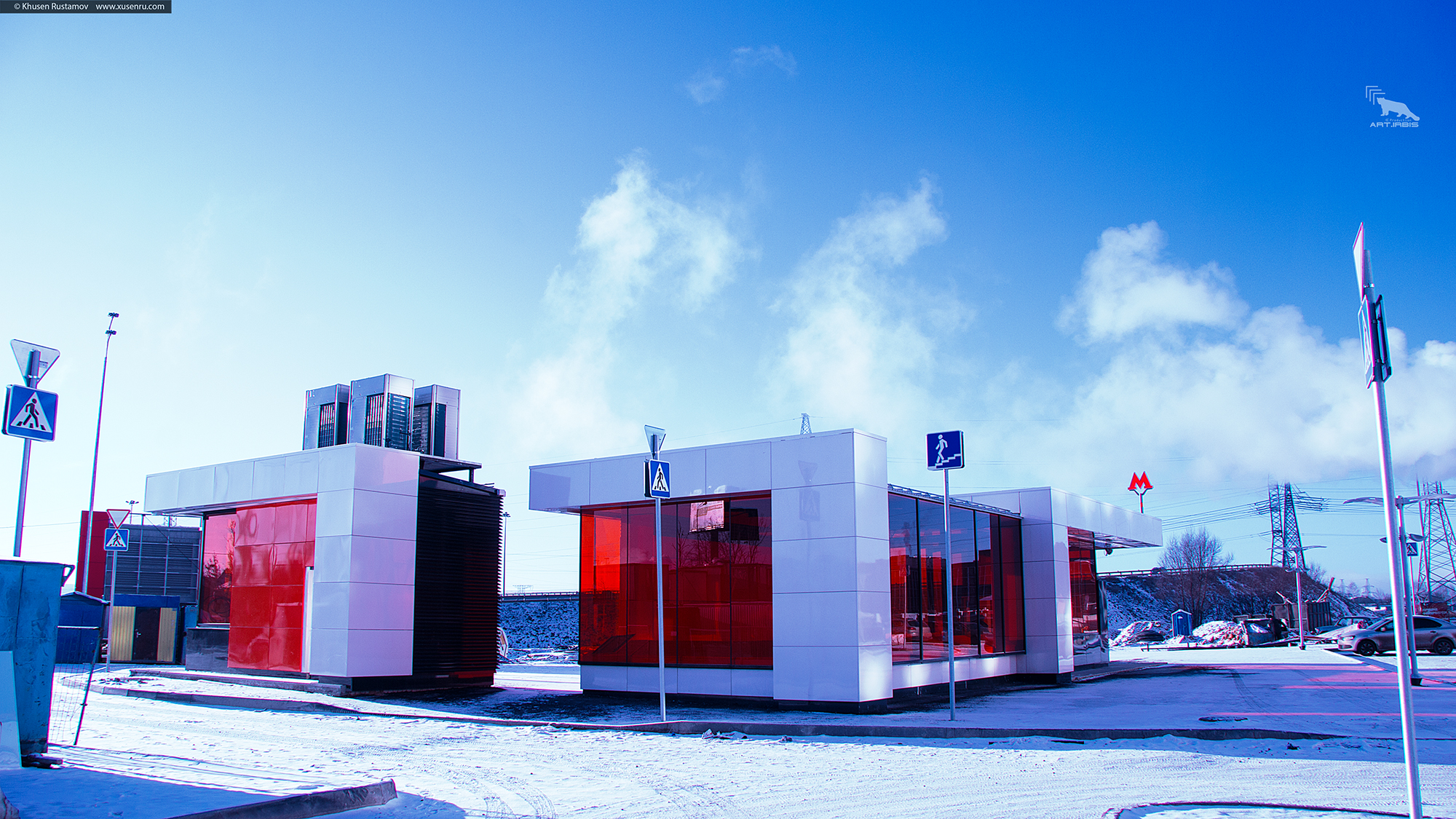
De westelijke toegang
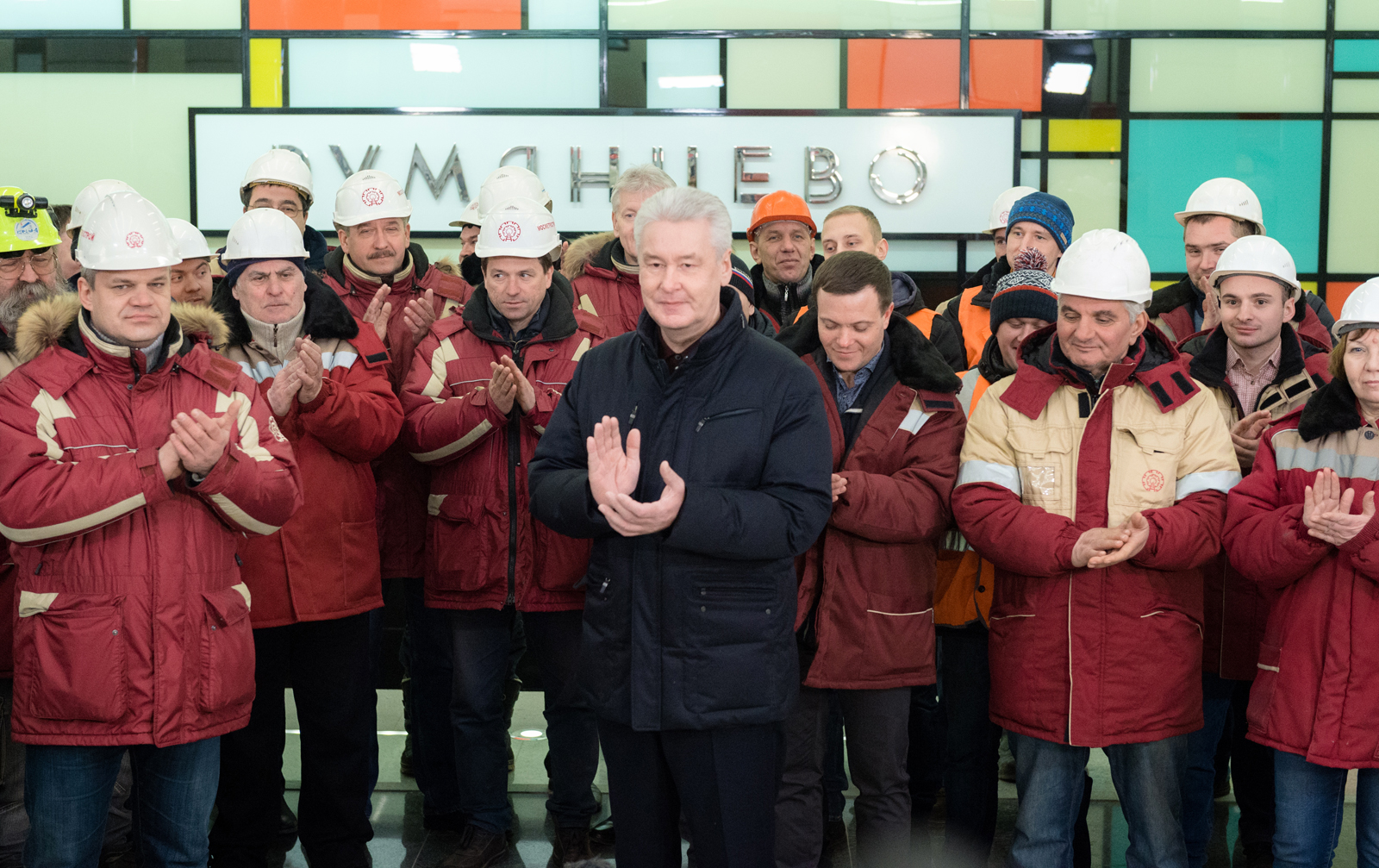
De Moskouse burgemeester Sergej Sobjanin bij de oplevering op 31 december 2015

## Ontwerp
Roemjantsevo is een ondiep gelegen zuilenstation met twee rijen van tien dubbele zuilen. Deze oplossing met dubbele zuilen is hier voor het eerst toegepast in Moskou. Ingenieursbureau Inzjproject kwam in 2013 met een ontwerp waarbij het plafond boven het perron als zadeldak zou worden uitgevoerd. Dit “zadeldak” zou worden gedragen door Griekse zuilen die per paar waren geplaatst, de tunnelwanden zouden worden bekleed met bas-reliëfs om de gevels van gebouwen, sommigen zelfs met balkons, te suggereren. In een variant werden de bas-reliëfs gebruikt als perronschermen met perrondeuren. In oktober 2014 volgde het gerealiseerde ontwerp waarin de dubbele zuilen werden overgenomen maar verder veel strakker en moderner is. Het plafond werd een strak geheel uit metalen platen en lichtbakken en voor de zuilen werd de Griekse stijl vervangen door een strakke beplating. Terwijl voor het perron, de zuilen en het plafond zwart en wit zijn gebruikt hebben de tunnelwanden een kleurrijke bekleding in de geometrische stijl van Tableau I van Piet Mondriaan. De bouwers kregen te maken met een beperkte lengte van het station en hadden slechts 280 meter in plaats van de gebruikelijke 400 meter beschikbaar. De ontwerpers stelden daarom voor om een extra verdieping tussen het straatniveau en het perron te bouwen ten behoeve van technische installaties en dienstruimtes. De toegangen hebben aparte gebouwen voor de lift en de vaste trap. Het station is voorzien van nooduitgangen en liften voor gehandicapten. Tussen de straat en het tussenniveau zijn vaste trappen en liften, het perron is met roltrappen en liften verbonden met het tussenniveau. Het station ligt onder het parkeerterrein van bedrijvenpark Roemjantsevo langs de autosnelweg naar Kiev net buiten de MKAD in de buurt van de dorpen Salarjevo en Doekino. De toegangsgebouwen liggen beide aan de noordkant van de autosnelweg. Er is evenmin een voetgangerstunnel onder de snelweg en de buslijnen over de autosnelweg stoppen in de richting Moskou dan ook niet bij het station.

## Bouw
In de periode januari tot maart 2013 werd het terrein bouwrijp gemaakt en op 28 maart 2013 werd begonnen met het graven van de bouwput voor het station. Eind juli 2013 begon tunnelboormachine (TBM) Lea in Troparevo aan de 1350 meter lange tunnelbuis voor de metro's naar het zuiden. Op 1 oktober volgde Anastasia vanuit Toparevo met het boren van de 2100 meter lange tunnelbuis voor de metro's richting het centrum. De beide TBM's gingen onder de MKAD door op weg naar Roemjantsevo. Lea bereikte op 3 april 2014 de bouwput waarna ze werd gedemonteerd en vervoerd naar Salarjevo. Anastasia kwam op 13 mei 2014 aan in Roemjantsevo. Vanaf 3 april werd Lea weer opgebouwd in de startschacht bij Salarjevo waarna op 1 juni 2014 werd begonnen aan de tunnelbuis voor de treinen richting het centrum. Op 30 september 2014 was Lea terug in Roemjantsevo. Onderweg haalde ze TBM Nadezjda in die op 23 april 2014, eveneens in Salarjevo, was begonnen aan de andere tunnelbuis. De 1411 meter lange tunnelbuis werd eind februari 2015 door Nadezjda voltooid. Op 1 oktober was het station ondergronds in ruwbouw gereed en werden de fundamenten voor de toegangsgebouwen gelegd. Tevens zijn de voorzetwanden langs de tunnelwanden geplaatst ten behoeve van de decoratie. In januari 2015 werden de zes roltrappen tussen de twee verdeelhallen en het perron geplaatst en was de afwerking van de verdeelhallen bijna voltooid. De bouw van de toegangsgebouwen begon in augustus 2015 en er werd ondergronds begonnen met de beplating van de plafonds en de voorzetwanden.
De eerste proefrit tussen Troparevo en Salarjevo vond plaats op 29 december 2015. Twee dagen later werd het station opgeleverd in aanwezigheid van burgemeester Sobjanin.

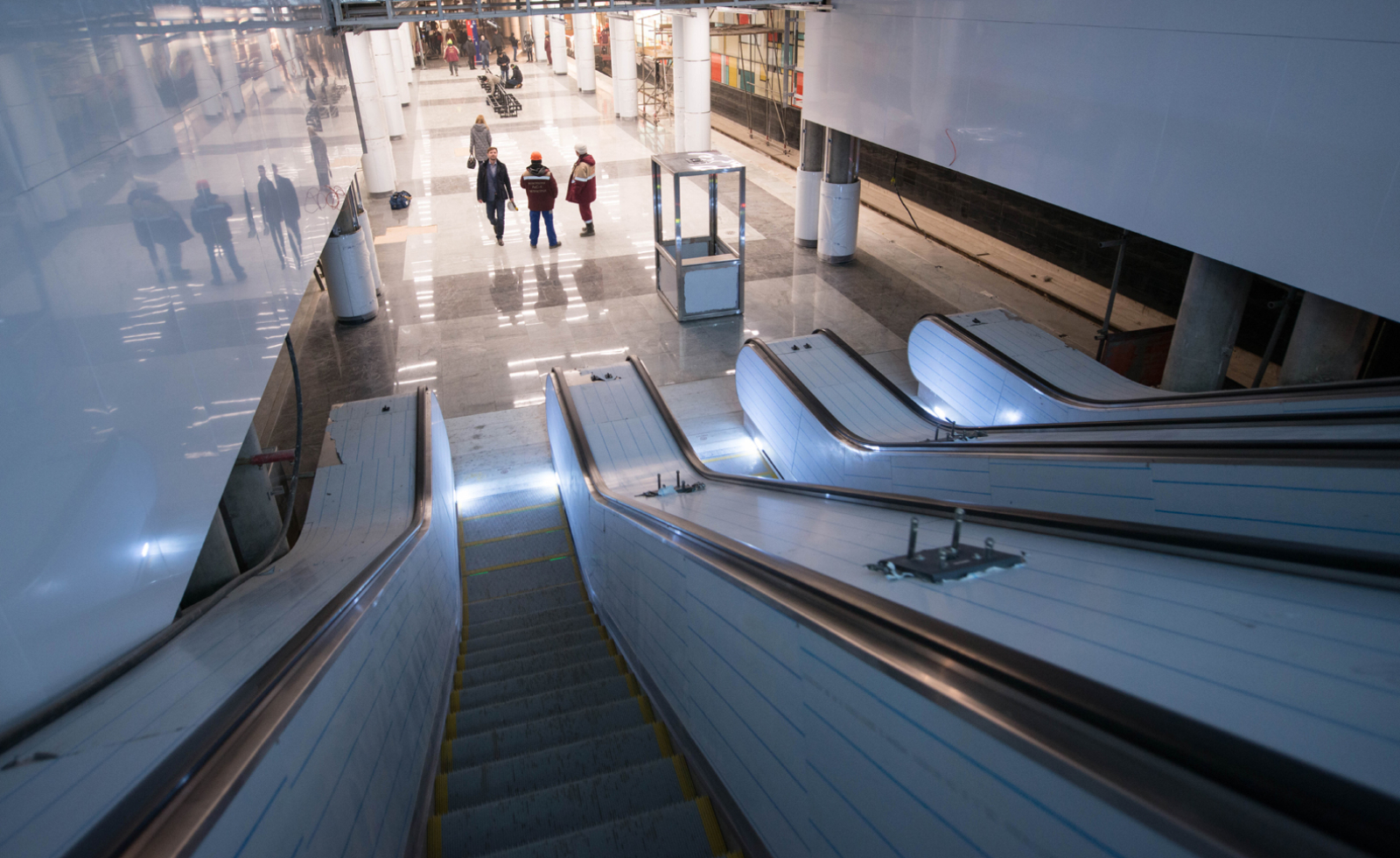
een van de twee groepen roltrappen
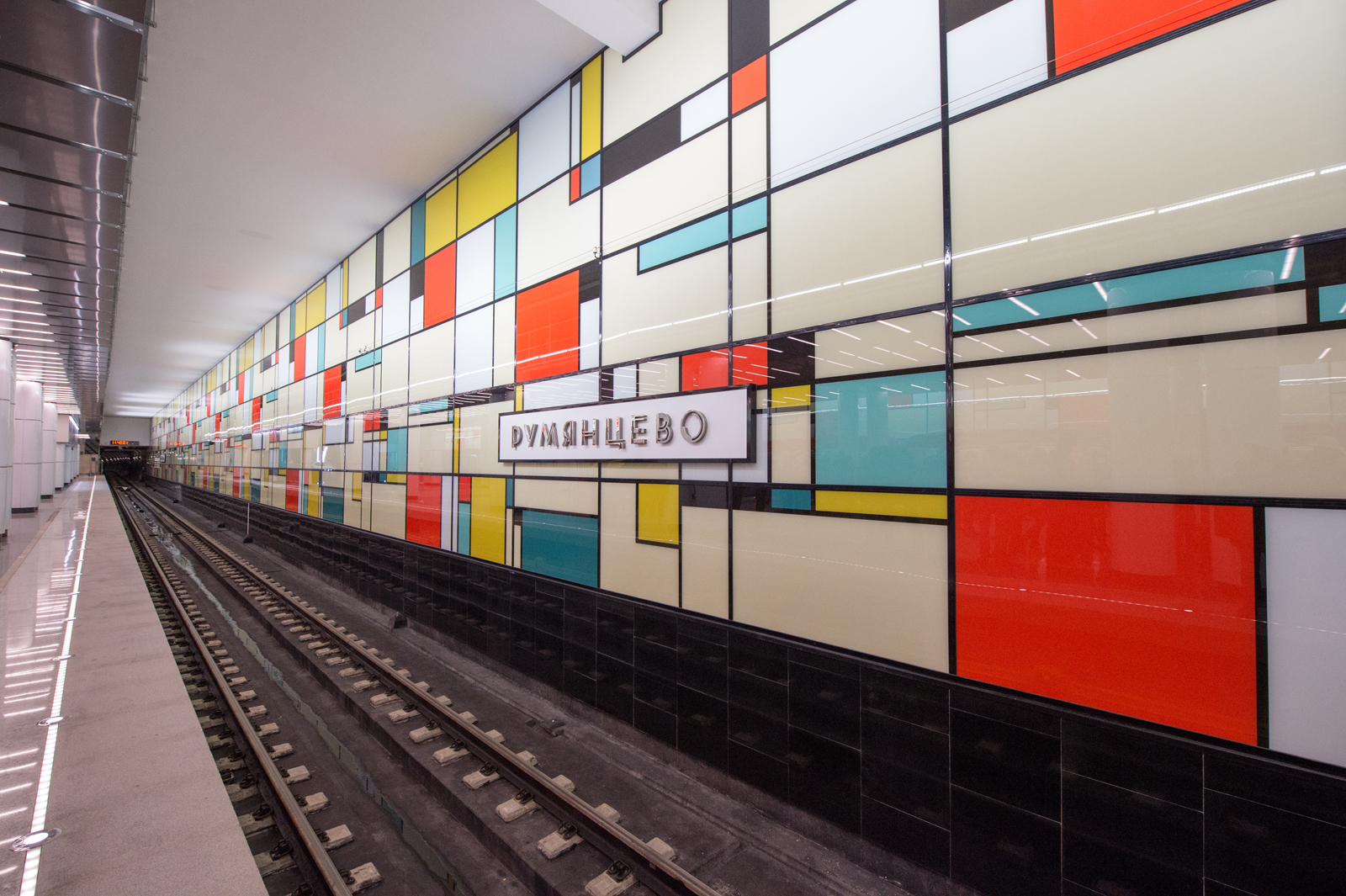
De tunnelwand in de geometrische stijl van Mondriaan
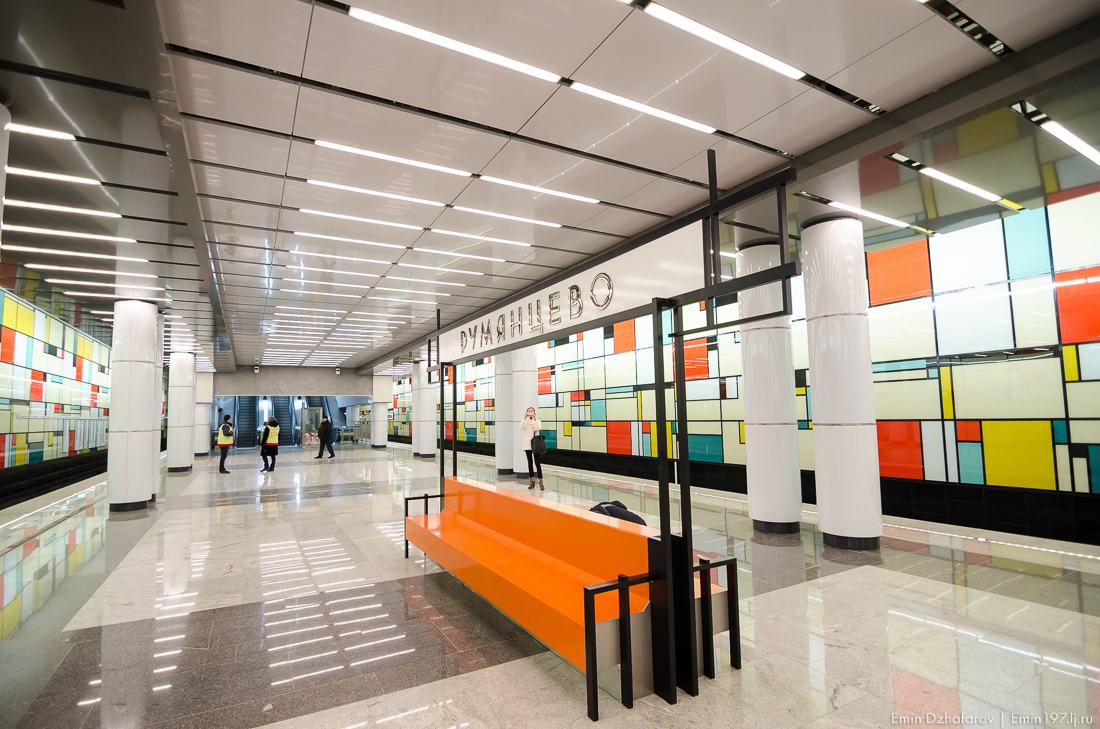
Perron met bank en naambord op de dag van de oplevering

Op 18 januari 2016 begon de reizigersdienst en sinds februari 2016 gebruiken rond de 26.000 reizigers per dag het station. De eerste trein richting centrum vertrekt op even dagen om 5:53 uur en op oneven dagen om 5:50 uur. In zuidelijke richting is dit om respectievelijk 5:56 uur en 5:48 uur.